# Charitovalgus vermeulenae
Charitovalgus vermeulenae är en skalbaggsart som beskrevs av Jan Krikken 1987. Charitovalgus vermeulenae ingår i släktet Charitovalgus och familjen Cetoniidae. Inga underarter finns listade i Catalogue of Life.